# Prowincja Tapoa
Prowincja Tapoa – jedna z 45 prowincji w Burkina Faso, druga co do wielkości w kraju.
Ma powierzchnię ponad 14,5 tys. km². W 2006 roku mieszkało w niej prawie 342 tysiące ludzi. W 1996 roku na jej terenach zamieszkiwało niespełna 235 tysięcy mieszkańców.